# Stygotonia ambigua
Stygotonia ambigua är en spindeldjursart som beskrevs av Cook 1992. Stygotonia ambigua ingår i släktet Stygotonia och familjen Stygotoniidae. Inga underarter finns listade i Catalogue of Life.